# 이사벨 카노리 모라
이사벨 카노리 모라(스페인어: : Isabel Canori Mora) 또는 "엘리사벳 카노리 모라"는 삼위일체 수도회의 회원으로서 1884년 4월 24일에 교황 요한 바오로 2세에 의해 복자품에 올랐다. 1774년 로마의 귀족 가문의 자녀로 태어나 영성생활에 일찌감치 발을 들여 기도와 묵상 그리고 병든자들을 위해서 자신의 삶을 바쳤다. 가난 속에서 끝까지 그리스도 신앙심을 잃지 않았으며 그녀의 두 딸을 그리스도의 신앙심으로 키워 나갔다. 힘든 가정 형편에도 불구하고 온 종일 일을 하여 자녀들의 양식을 마련하였으며 불충실한 남편을 끝까지 포용하고 용서하고 사랑하면서 살았다. 특히 힘든 삶 속에서 힘들어 하는 이들의 고통과 걱정을 함께 해주고 위로해주었다. 그녀는 1807년 삼위일체 수도회의 회원으로서 활동하였으며 당시 주교, 사제들, 수도자들과 수많은 부부들이 조언을 구하기 위해서 이사벨 카노리 모라를 자주 찾았다.
1825년 세상을 떠났으며, 복녀의 유해는 현제 로마의 성 가를리노 삼위일체 성전에 모셔져 있다.